# M.I.A. (cantante)
Mathangi «Maya» Arulpragasam (Londres, 18 de julio de 1975), más conocida por su nombre artístico M.I.A. (es el acrónimo de Missing In Action [en español, desaparecida en acción], o Acton, en referencia a un barrio de Londres donde ella vivía), es una cantante, compositora, productora musical, artista visual y directora británica de ascendencia tamil cingalesa. Sus composiciones combinan elementos de música electrónica, dance, rock alternativo, hip hop y la música del mundo. M.I.A., comenzó su carrera en 2000 como artista visual, directora de cine, y diseñadora en el oeste de Londres antes de comenzar su carrera discográfica en 2002. Consiguió fama a principios de 2004 por sus sencillos «Sunshowers» y «Galang», trazando en el Reino Unido y Canadá, y alcanzando el número 11 en los Billboard Hot Dance Singles Sales en los EE. UU. Ha sido nominada para un Premio de la Academia, dos premios Grammy y el Premio Mercurio.
Lanzó su álbum debut, Arular, en el 2005, y el segundo álbum, Kala, en el año 2007. Kala entró en las listas de popularidad de Noruega, Bélgica, Suecia, Japón y los Estados Unidos, donde alcanzó el número 16 en la tabla del Billboard Top Album independiente y encabezó la lista de Dance/Electronic Albums. Kala fue certificado con el disco de plata en el Reino Unido y de oro en Canadá y los Estados Unidos. También ingresó en las listas de popularidad en varios países de Europa, en Japón y Australia. El primer sencillo del álbum «Boyz» entró en el top diez en Canadá y en el Billboard Hot Dance Singles Sales. El sencillo «Paper Planes» alcanzó su punto máximo entre los 20 primeros a nivel mundial y alcanzó el número cuatro en el Billboard Hot 100. «Paper Planes» ha sido certificado Oro en Nueva Zelanda y tres veces platino en Canadá y los Estados Unidos, donde, a partir de noviembre de 2011, está clasificada como la séptima canción más vendida de un artista británico en la era digital. Con XL Recordings grabó su segundo sencillo más vendido hasta la fecha. Su tercer álbum, Maya, fue lanzado en 2010 poco después de la polémica canción-cortometraje «Born Free» dirigido por Romain Gavras. El álbum llegó a la posición más alta en el Reino Unido y los Estados Unidos, alcanzando el número nueve en el Billboard 200, y el primer lugar en el Dance/Electronic Chart y debutó en el top 10 en Finlandia, Noruega, Grecia y Canadá. El sencillo «XXXO» entró en el top cuarenta de Bélgica, España y Reino Unido. M.I.A., se ha embarcado en cuatro giras mundiales. Es fundadora de su propio sello discográfico N.E.E.T Recordings.
Para sus primeras composiciones, hizo uso en gran medida de la Roland MC-505 secuenciador/caja de ritmos, mientras que en su último trabajo, marcó una evolución de sonidos presentando instrumentos, electrónica y muestras inusuales de sonido para crear un estilo vanguardista musical. En sus letras incorpora una serie de referencias políticas, sociales, filosóficos y culturales que han desafiado las convenciones existentes de música pop, M.I.A fue una de las primeras artistas que intentaron llegar a su público a través de Internet, a pesar de no estar de acuerdo con sus políticas de censura. M.I.A es una filántropa y humanitaria de fuera de su carrera musical.
En 2001, recibió un Premio Turner de arte alternativo por su nominación al arte visual. Ella es la única artista en la historia en ser nominada a un Oscar, Grammy, Premio Brit, Premio Mercury, y en ser la primera artista de origen asiático en ser nominada para un Premio Grammy y Oscar en el mismo año. En los años 2005 y 2008, M.I.A fue considerada la artista del año por SPIN y URB. M.I.A es nombrada como una de los artistas que definireron la década del 2000 según la revista Rolling Stone en su lista «Mejor de la Década» en diciembre de 2009. La revista Esquire, clasificó a M.I.A en su lista de las 75 personas más influyentes del siglo XXI, en enero de 2010, y también en enero de 2010, la revista Time la nombró una de las personas más influyentes del mundo.

## Biografía

### 1975-2000: primeros años y educación
M.I.A. nació como Mathangi «Maya» Arulpragasam el 18 de julio de 1975, en el municipio de Hounslow, Londres. Hija de Arul Pragasam, un ingeniero, escritor y activista, y de su esposa, Kala, una costurera. Cuando tenía seis meses de edad, su familia se trasladó a Jaffna, un pueblo tamil ubicado al norte de Ceilán, donde posteriormente, su hermano Sugu nació. Allí, su padre adoptó el nombre Arular y se convirtió en un activista político y miembro fundador de la Eelam Revolutionary Organisation of Students (EROS), un grupo político tamil afiliado a la Liberation Tigers of Tamil Eelam (LTTE). Los primeros casi once años de vida de Maya estuvieron marcados por el desplazamiento constante de su familia, causado por la guerra civil en Ceilán. Su familia se ocultó del ejército y Maya tuvo poco contacto con su padre durante ese período. Describió que su familia estaba viviendo en un «gran momento» de pobreza durante su infancia, pero también recuerda algunos momentos felices de crecer en Jaffna. Maya asistió al colegio de monjas Holy Family Convent, Jaffna, donde desarrolló sus habilidades artísticas (particularmente la pintura). Durante la guerra civil, describió como «acoso explotador» la manera en que los soldados ponían armas a través de agujeros en las ventanas y disparaban en la escuela. Sus compañeros de clase estaban entrenados para arrastrarse por debajo de las mesas o correr al lado de las escuelas inglesas que, según ella, no serían disparadas.
Maya vivió en una carretera junto a gran parte de su extensa familia, y jugaba en el interior de los templos e iglesias de la ciudad. Por razones de seguridad, su madre, trasladó a sus hijos a Chennai, en la India, donde vivieron en una casa abandonada y recibían visitas esporádicas de su padre, que fue presentado a los niños como su «tío». La familia se reubicó en Jaffna temporalmente, solo para ver que la guerra se agravaba aún más en el noreste. Durante este tiempo, la escuela primaria a la que asistió Maya fue destruida en una incursión del gobierno en represalia a un ataque de la LTTE. Después de sufrir violencia a manos de los soldados, Kala se trasladó con sus hijos de vuelta a Londres en 1986, una semana antes de cumplir los once años de Maya, donde se alojaban los refugiados. Arular permaneció en la isla y se convirtió en un mediador de la paz independiente entre las dos caras de la guerra civil a finales de los años 1980 y 2010.
Maya pasó el resto de su infancia y adolescencia en la residencia Phipps Bridge Estate en el distrito de Mitcham, al suroeste de Londres, donde aprendió a hablar inglés, y su madre sacó a los niños adelante con un ingreso modesto. Maya entró en el último año de la primaria en el otoño de 1986 y rápidamente dominó el inglés, debido a ser muy auto-motivacional. Sin embargo, la familia sufrió de abuso racial durante su estancia en la finca. Durante su estancia en el Reino Unido, en 1990 su madre adoptó el cristianismo como religión y trabajó como costurera encargada de la Familia Real Británica durante gran parte de su carrera.
Durante su adolescencia, Maya asistió a la secundaria Ricards Lodge High School en Wimbledon. Fue a la prestigiosa escuela Central Saint Martinsy de la Universidad de artes de Londres, en donde recibió su licenciatura en bellas artes, cine y vídeo en junio de 2001. Maya solicitó entrar a la escuela a través de una llamada telefónica al jefe del departamento de artes, y al recibir una respuesta negativa, lo amenazó con convertirse en una prostituta si no la aceptaba [sic]. Finalmente, la aceptaron ya que el hombre consideró que «[...] tal vez era la persona que cambiaría algo en la institución [...] porque todos los demás se conformaban con llenar los formularios seis veces para ingresar a una institución».

### 2000: El arte visual y el cine
Mientras asistía a la universidad, Maya quería hacer películas y representar el realismo del arte para que fuera accesible a todo el mundo, algo que ella sentía que faltaba en la ética de sus compañeros de clase y de los criterios del curso. En la universidad, se encontró con cursos de moda «desechables» y más corrientes que los textos cinematográficos que estudió. Declaró a la revista Arthur que: «Se perdió todo el sentido en el que el arte representa la sociedad. La realidad social no existía realmente allí; sólo se detuvo en teoría».
Citó al cine radical, incluyendo a Harmony Korine, Dogma 95 y Spike Jonze como algunas de sus inspiraciones cinematográficas durante sus estudios. Como estudiante, fue abordada por el director John Singleton para trabajar en una película en Los Ángeles, después de leer un guion que había escrito, pero la artista decidió no aceptar la solicitud.
Maya conoció a Justine Frischmann, vocalista de la banda británica Elastica, a través de su amigo Damon Albarn en un concierto de Air en 1999. Frischmann encargó a Maya realizar la portada del álbum de la banda, The Menace (2001) y un vídeo-documental de su gira por los Estados Unidos. La artista volvió a Jaffna en 2001 para filmar un documental sobre los jóvenes tamiles, pero no pudo completar el proyecto, porque comenzaron a hostigarla.
Después de graduarse, en 2001, su primera exhibición pública de pinturas se llevó a cabo en Euphoria Shop en la Portobello Road. Presentó arte graffiti y pintura en aerosol mezclando arte urbano con temas políticos tamiles con imágenes de la vida de Londres y de la cultura consumista. La exhibición fue nominada a un Alternative Turner Prize, así como el libro monográfico de la colección que fue publicado en 2002, titulado M.I.A. El actor Jude Law fue uno de los primeros compradores de su arte.

## Trayectoria musical
Con Justine Frischmann de Elastica participó en el segundo álbum de la banda y en su gira, grabándola en vídeo y realizando el vídeoclip de su sencillo, «Mad Dog». De vuelta en Londres, grabaron un primer disco juntos que le sirvió de tarjeta de presentación. Este álbum incluye los temas, «M.I.A.», «Galang» y «Lady Killer». A pesar de que sólo se editaron 500 copias, de «Galang», le sirvió para abrirse camino en los medios y con DJs, y de su compañía independiente pasó a XL Recordings. Y editaron el disco «Galang» con un vídeo de Ruben Fleischer que incluía sus grafitis. Después, dentro de su temática, sacó «Sunshowers». Piracy Funds Terrorism sólo estaba disponible para la prensa y los directos, pero por fin salió a través de su website en diciembre de 2004 debido al éxito que tuvo.

### Arular
Este primer álbum se presentó en febrero en Toronto y salió al mercado en marzo de ese año, con gran acogida por parte de la crítica. Poco tiempo después participó en el Coachella Valley Music and Arts Festival del 1 de mayo de 2005, en el club de Manhattan S.O.B.s, y en el garito de Central Park Summerstage, el Glastonbury Festival y el Sonic de Japón. También estuvo con Gwen Stefani en su gira Harajuku Lovers. En este álbum hay una clara influencia del funk carioca, sonido que obtuvo repercusión internacional gracias a la inglesa.

«¿Todas aquellas defensas exaltadas de M.I.A., a cuento de su debut Arular en 2005?(...)Merecidas loas hacia un álbum que agitaba la pista de baile con el sonido impactante del baile funk injertado de electro y hip hop, y presentaba a una MC imparable con agenda política al frente. Hija de un ex líder de la guerrilla tamil de Sri Lanka, la tigresa Maya no habla en sus contundentes letras de lujos ni amoríos, sino de la pobreza, la revolución, la guerra y ciertas percepciones sobre los inmigrantes. Por su obsesión por los Tigres Tamiles ha recibido acusaciones de terrorismo, aunque ella no entiende tanto la violencia como el dolor de ese pueblo. Hablando claro: Arular era -es- la bomba. Por las formas y por el contradictorio, conflictivo fondo.(...) Y gracias a su apropiación del baile funk empezó a desviarse la vista de Londres y Nueva York para encontrar sonidos frescos». Juan Manuel Freire, Revista Rockdelux

### 2006-08:Kalay reconocimiento internacional

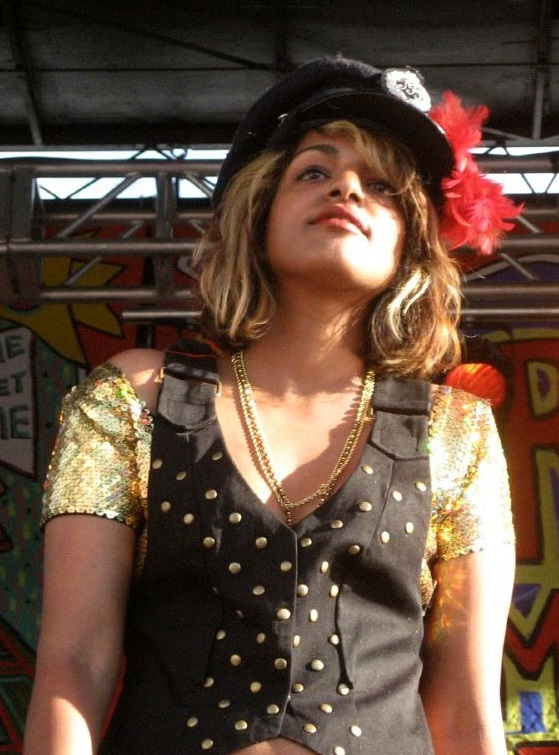
M.I.A. en julio de 2007.

En 2006 M.I.A. le confirmó a la prensa que trabajaría en su segundo álbum de estudio con el productor estadounidense Timbaland, pero la colaboración se vio frustrada cuando le denegaron una visa de entrada a los Estados Unidos, debido a las conexiones de su familia con la guerrilla tamil. En su lugar la rapera escogió comenzar la nueva producción a través de un viaje internacional en un proceso engorroso, durmiendo en casas de amigos y pidiendo prestado los estudios de grabación. Sin embargo esto también le dio la oportunidad de convivir con distintas culturas, una experiencia que inspiraría a la nueva música. Este viaje incluyó a la India, Trinidad, Liberia, Jamaica, Australia, Japón, y el Reino Unido. Eventualmente fue finalizado en Estados Unidos.
Su segundo álbum de estudio, Kala, fue publicado en septiembre de 2007. Dominic Horner del periódico británico The Independent lo definió como una mezcla de música world y dance. En línea con Arular, M.I.A. escogió titularlo Kala por el nombre de su madre, tras haberlo definido como un «álbum femenino»:
«es sobre mi madre y su lucha, ¿cómo trabajas, alimentas a tus hijos, los nutrís y les das el poder de la información?».
Kala fue recibido con elogios por parte de la crítica; Blender, Prefix y Rolling Stone lo nombraron «el disco del año». Escribiendo para Prefix Dan Nishimoto afirmó que «M.I.A. trata a la cultura, particularmente a sus sonidos, como algo que puede ser adquirido y reinterpretado. Ella es una inmigrante auditiva. Así, su música no adhiere a la idea de ser esto o sobre aquello [...] Kala es una dura confrontación de las ideas establecidas de autenticidad e identidad». En 2007 el escritor Robert Dimery lo incluyó en su publicación 1001 discos que hay que escuchar antes de morir. Este buen recibimiento se replicó en el plano comercial; el disco recibió certificaciones de oro en Estados Unidos y Canadá, y plata en el Reino Unido. «Boyz» y «Jimmy», los primeros sencillos del disco, fueron un éxito en las discotecas estadounidenses. Aunque la cúspide llegaría con el tercero, «Paper Planes», un tema en el que M.I.A. ironiza con los estereotipos que se tienen sobre los inmigrantes. La canción logró gran éxito; alcanzó la posición número cuatro en el Billboard Hot 100, el conteo semanal de las pistas más populares en Estados Unidos, y una certificación triple platino. Obtendría también la misma distinción en Canadá, un disco de plata en el Reino Unido y uno de oro en Nueva Zelanda. Además logró ser la segunda canción más vendida en la historia de XL Recordings. M.I.A. expresó su sorpresa por el éxito de «Paper Planes» siendo entrevistada por Rolling Stone en 2008 al afirmar que: «siempre sentí orgullo en ser un poco underground».
M.I.A. promocionó Kala con una serie de presentaciones en festivales en Europa, América y Asia y también fue telonera de Björk en su Volta Tour. En la primera mitad del 2008 se embarcó en la gira People vs. Money Tour, aunque la mayoría de las fechas serían canceladas tras que la rapera alegara cansancio físico y mental. Tiempo después reveló que sus intenciones originales eran alejarse de la música, formar una familia y volver a la universidad, sin embargo reconoció que el éxito de «Paper Planes» fue clave en dar marcha atrás con esta decisión. Ese año inició su sello discográfico independiente N.E.E.T. Recordings, cuya primer artista en firmar fue la rapera Rye Rye. En octubre reveló estar embarazada de su primer hijo con el empresario y músico Benjamin Bronfman, con quien también se comprometió. En este período colaboró con A. R. Rahman en hacer música para la película Slumdog Millionaire. Dicha colaboración dio lugar a «O...Saya», que recibió una nominación al Óscar como mejor canción original.

### 2009–2011:Maya
Por su parte, ese mismo año, «Paper Planes» fue nominada a la mejor grabación del año en la ceremonia de los Grammy del 8 de febrero de 2009, en donde M.I.A. causó sensación al cantar la canción luciendo su panza de nueve meses. Tres días más tarde dio a luz a Ikhyd Edgar Arular Bronfman. Explicó que Ikhyd es la combinación entre un nombre israelí y palestino, con la esperanza que su hijo pueda ver el conflicto entre ambos países resuelto algún día.
En los Premios BRIT de 2009 en febrero, MIA fue nominada a Mejor Artista Femenina Británica. Buscando promover nueva música underground con NEET, MIA firmó con más bandas, incluyendo al músico de Baltimore Blaqstarr, la banda de indie rock Sleigh Bells y al artista visual Jaime Martinez a finales de 2009.  Las imágenes fotográficas en 3D de MIA por Martinez fueron encargadas en abril de ese año.  En agosto de 2009, MIA comenzó a componer y grabar su tercer álbum de estudio en una sección de estudio casero en su casa de Los Ángeles.  En enero de 2010, MIA publicó su video para la canción "Space".  Mientras lo componía, ayudó a escribir una canción con Christina Aguilera llamada "Elastic Love" para el álbum de Aguilera Bionic.  En abril de 2010, la canción y el videoclip/cortometraje musical «Born Free»  se filtraron en línea.  El videoclip-cortometraje fue dirigido por Romain Gavras y escrito por MIA, y representaba un genocidio contra adolescentes pelirrojos que eran obligados a correr por un campo minado, lo que causó controversia debido a su contenido violento.  El video fue eliminado de YouTube el mismo día de su lanzamiento, luego se restableció con una restricción de edad y luego se volvió a eliminar.  Aunque no es un sencillo oficial, la canción entró en las listas de Suecia y el Reino Unido. El tercer álbum de MIA, Maya, estilizado como ΛΛ Λ Y Λ , se lanzó el 23 de junio de 2010 en Japón con pistas adicionales antes de su lanzamiento en otros países.  Maya se convirtió en el álbum de MIA con mayor éxito en las listas a nivel mundial. Su lanzamiento en Estados Unidos se retrasó dos semanas.  El álbum obtuvo una recepción generalmente favorable, aunque dividida, por parte de los críticos.  Un álbum más inspirado en Internet que ilustra cómo un artista multimedia trabajaba dentro de la industria musical, elementos de la música industrial.Se incorporaron al sonido de MIA por primera vez, y se percibió como un cambio de estilo hacia lo más experimental.  En una entrevista con Dazed & Confused, describió el álbum como una mezcla de «bebés, muerte, destrucción e impotencia».
El 11 de mayo de 2010, se lanzó el primer sencillo oficial de Maya , «XXXO», que alcanzó el top 40 en Bélgica, España y el Reino Unido.  «Steppin' Up», «Teqkilla» y «Tell Me Why» también se lanzaron como sencillos promocionales exclusivamente en iTunes en los días previos al lanzamiento de Maya , y «Teqkilla» alcanzó el top 100 en Canadá solo en descargas digitales. 
En octubre de 2020, colabora musicalmente con Travis Scott y Young Thug en el tema «FRANCHISE». El cual fue número 1 en Billboard. El primero en su carrera artística.

## Censura
Sus obras de arte y sus letras han sido motivo de censura. El gobierno de los Estados Unidos visita su página web oficial con regularidad, y la MTV prefiere no emitir su sencillo «Sunshowers» hasta que no se quiten las alusiones a la Organización de Liberación Palestina. Cuando ella estaba en etapas de producción de su álbum Kala, se le negó el visado en los Estados Unidos. Es supuesto por la mayoría de las personas que la verdadera causa por la cual le negaron la entrada a los EE. UU. fue por sus controversias y vídeos liberales que plasmaban la situación violenta por la cual pasaba el mundo sin censura, aunque en YouTube ha conseguido más de 100 millones de visitas en su sencillo «Paper planes».
El 27 de abril de 2010, apenas veinticuatro horas después del lanzamiento a la Red del vídeo Born Free, YouTube retiró el vídeo por considerar que contraviene la política del portal de no distribuir contenidos pornográficos o de violencia gratuita. En el vídeo, dirigido por Romain Gavras, se muestra a una brigada de policías que captura a jóvenes pelirrojos, para luego soltarlos en un descampado, donde bien les disparan o los obligan a correr a través de un campo minado.

## Discografía
Álbumes de estudio
- 2005: Arular
- 2007: Kala
- 2010: ΛΛ Λ Y Λ
- 2013: Matangi
- 2016: AIM
- 2022: MATA

## Vida personal
M.I.A. fue educada por sus padres en el hinduismo, pero en 2022 reveló en una entrevista que desde 2017 se había convertido al cristianismo, afirmando: «Tuve la visión de Jesucristo».

## Premios y distinciones
Premios Óscar
| Año  | Categoría     | Película            | Resultado |
| ---- | ------------- | ------------------- | --------- |
| 2009 | Mejor canción | Slumdog Millionaire | Nominada  |